# 삼사라 (2001년 영화)
《삼사라》(Samsara)는 2002년 공개된 영화이다.
인도, 독일, 프랑스, 이탈리아, 스위스의 국제 공동 제작으로, 불교 승려가 깨달음을 찾는 여정을 그린 영화이다. 숀 쿠가 승려 타시 역을, 크리스티 청이 페마 역을 맡았다.

## 줄거리
다섯 살 때부터 불교 승려로 수련을 시작한 타시는 20년 후 3년간의 고독한 명상을 마치고 린포체로부터 켄포 학위를 받는다. 하지만 이후 그는 몽정을 경험하면서 사원 생활에 갈등을 느끼기 시작한다. 그러던 중 공식 방문에서 농부의 딸 페마를 만나게 되고, 환속하여 농장으로 돌아가 수확을 돕는 이주 노동자들과 함께 일하게 된다. 페마와 다시 만난 후 그들은 결혼하여 아들 카르마를 낳는다.
전직 승려였던 타시는 농부이자 지주가 되어 지역 상인 다와에게 농작물을 파는 대신 직접 도시로 가져가 팔아 큰 성공을 거둔다. 하지만 이는 지역 농부들을 속여왔던 다와와 오랫동안 관계를 유지해 온 마을 사람들의 관계를 손상시킨다고 생각한 페마의 옛 약혼자이자 석공인 자마양과의 갈등을 야기한다.
타시는 자신의 성욕과 매년 농장에 와서 일하는 이주 노동자 수자타에게 느끼는 끌림 사이에서 갈등한다. 페마가 수확한 농작물을 팔러 도시로 간 사이, 타시는 수자타와 성관계를 맺는다. 그는 수자타와 페마가 수년간 이 문제에 대해 이야기해왔다는 사실을 알게 된다. 승려 시절 친구가 방문하여 타시의 스승 아포가 죽었다는 소식을 전한다. 자신의 불륜과 아포의 죽음으로 죄책감에 휩싸인 타시는 농장을 떠나 다시 수도원으로 돌아간다.

## 출연

### 주연
- 숀 쿠
- 종려시
- 닐리샤 바텔

### 조연
- 락파 떼링
- 켈상 타쉬
- 잠양 진파
- 안톤 드 메를레

## 기타
- Line PD: 클로디아 스테펜
- 미술: 페트라 바치

## 한국어 더빙 성우진(KBS)
- 문선희 - 페마 (종려시)
- 윤세웅 - 타쉬 (숀 쿠)
- 최흘
- 김정미
- 장승길
- 서문석
- 민지
- 위훈
- 임주현
- 홍진욱